# Trần Văn Trà
Trần Văn Trà (1918 - 20 de abril de 1996) fue un militar vietnamita, comandante del Frente Nacional de Liberación de Vietnam, más conocido en Occidente como Vietcong, miembro del Comité Central del Partido Comunista de Vietnam entre 1960 y 1982, teniente general del ejército de Vietnam del Norte y presidente de la Comisión de Asuntos Militares de la Oficina Central de Vietnam entre 1964 y 1976.
Hijo de un albañil, Trà nació en la provincia de Quang Ngai en 1918. Se unió al Partido Comunista de Indochina en 1938, pasando los años de la Segunda Guerra Mundial encarcelado en una prisión francesa. Entre 1946 y 1954 luchó contra los franceses en el Ejército Popular de Vietnam (Viet Minh), convirtiéndose en general en 1961 y comandando las tropas comunistas de la mitad sur de la entonces Indochina francesa. Durante la guerra, el Viet Minh reclutó a más de 600 soldados japoneses derrotados en la Segunda Guerra Mundial.
En junio de 1946, algunos de los soldados japoneses se convirtieron en instructores de una escuela militar creada pon el Viet Minh en la provincia de Quang Ngai para enseñar tácticas de combate a 400 alumnos vietnamitas. Se cree que Trà pudo haber sido un participante u organizador de la escuela. Durante la guerra de Vietnam contra los estadounidenses y survietnamitas, dirigió el ataque contra Saigón durante la Ofensiva del Tet de 1968, además de dirigir la Ofensiva de Pascua.
Durante una reunión en Hanoi de los principales líderes militares de Vietnam del Norte en 1974, Trà propuso una serie de operaciones en la provincia survietnamita de Phuoc Long; estos ataques resultaron ser un éxito, lo que originó operaciones aún más agresivas. En abril de 1975, Trà se convirtió en comandante bajo las órdenes del general Van Tien Dung durante la campaña que acabó con la caída de Saigón y el fin de la guerra. Tras la victoria de Vietnam del Norte y la unificación del país fue nombrado viceministro de defensa, cargo que desempeñó entre 1978 y 1982.
En 1982, Trà publicó un libro titulado Vietnam: History of the Bulwark B2 Theatre, en el que revelaba numerosos errores del Politburó de Hanói durante la ofensiva del Tet, así como el error que había supuesto en esa ofensiva subestimar la capacidad militar de sus adversarios survietnamitas y estadounidenses. Esto provocó la ira de los principales líderes de la recién unificada República Socialista de Vietnam, que le valió su expulsión del partido y una condena a arresto domiciliario, que cumplió hasta su muerte en 1996.